# Kayma
Kayma es el nombre de un grupo musical del género conocido en España como Tecno-Rumba.

## Carrera musical
A mediados de los noventa aparecía en España una nueva fórmula musical de la mano del grupo Camela. Una fusión de música popular, pop y música electrónica de baile  que alguien etiquetó con el nombre de "Tecno-rumba". Después de ver el sorprendente éxito que había cosechado este grupo, muchas empresas discográficas independientes apostaron por este estilo para sus nuevos lanzamientos.
Aparecieron multitud de grupos de dos o tres integrantes con apariencia juvenil y vestimentas de cuero. Llegando a su fin el año 1994 se formó "Kayma" bajo el sello discográfico "JJ Records". Sus integrantes eran Juan Campos Vargas "Calé" y los hermanos Francisca y Antonio Rodríguez.

Posiblemente por tener un aspecto mucho más maduro, no obtuvieron en un principio el mismo éxito de grupos como Rios de Gloria o Calaitos, pero con el tiempo pasaron a ser uno de los grupos con más ventas de este género, además de ser uno de los pocos que mantuvieron a su público con el paso de los años. En el año 2002 se separaron, pasando sus dos miembros masculinos a formar nuevos proyectos musicales, Juan Campos Vargas como solista bajo el nombre artístico de El Cale y Antonio Rodríguez con sus nuevos grupos musicales Calle Vieja y Son Kandela

## Discografía
Álbumes de estudio
- 1995: Nunca te dejaré
- 1995: Perfume de mujer
- 1996: Sabes que te quiero
- 1997: Perfume de mujer (10 Canciones Nuevas Versiones)
- 1998: No se que pasa
- 1999: Tu tienes la llave
- 2001: Pienso en el

Albumes de formato económico en Cassette
- 1995: Eres mi princesa
- 1995: Amor prohibido
- 1996: Quisiera decirle
- 1997: Perfume de mujer (8 Canciones Nuevas Versiones)
- 1998: Juntos
- 1999: Mi alma llora
- 2000: Corazón herido
- 2001: 12 Éxitos

Recopilatorios
- 2001: - 25 Éxitos de Oro
- 2002: - Sueños De Fantasía - 28 Grandes Canciones De Amor

- Datos: Q5958759